# Kazuyoshi Kumakiri

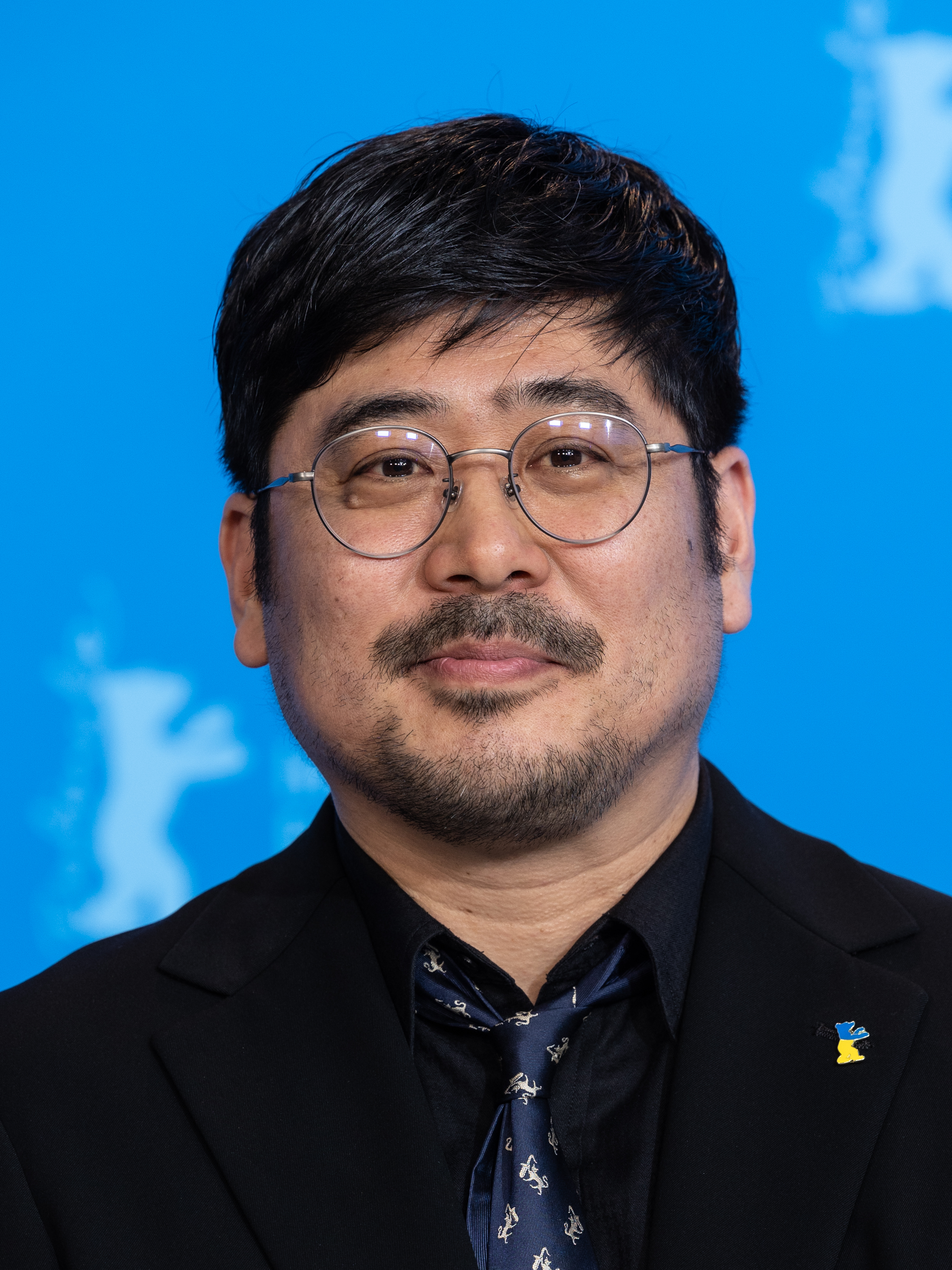
Kazuyoshi Kumakiri auf der Berlinale 2023

Kazuyoshi Kumakiri (japanisch 熊切  和嘉, Kumakiri Kazuyoshi; geboren am 1. September 1974 in Obihiro (Hokkaidō)) ist ein japanischer Regisseur, dessen Filme auch außerhalb Japans bekannt wurden.

## Leben und Karriere
Kazuyoshi Kumakiri interessierte sich schon als Schüler für Filme und studierte Regie an der privaten Ōsaka University of Arts (大阪芸術大学). Sein Abschlussfilm Banquet of the Beasts wurde auf der Berlinale in der Sektion Panorama gezeigt, außerdem gewann sein Debüt auch beim Pia Filmfest (PFF) den zweiten Platz des Grand Prix. Dieser Film über ausschweifend lebende Studenten wurde von Dennis Harvey auf variety.com als „gewalttätig“ charakterisierten. Vier Jahre später folgten Hole in the Sky, nach einem Riman von Nobuhiro Yamashita, dann 2004 Antena und schließlich Green Mind, Metal Bats im Jahr 2006. Durch seine ersten drei Filme habe er sich bereits über eine große Fangemeinde freuen können, urteilte Dennis Harvey.
Beim internationalen Filmfestival Moskau konnte Kumakiris My Man, basierend auf einem Buch von Kazuki Sakuraba, den Goldenen St. Georg und den Preis für den besten Schauspieler gewinnen. Ebenfalls preisgekrönt ist Sketches of Kaitan City: Der Film gewann den Großen Preis von Lino Brocka und den Preis für den besten Schauspieler beim Internationalen Filmfestival Cinemalia.
Kazuyoshi Kumakiri nahm 2023 mit seinem Film #Manhole außer Konkurrenz an der 73. Berlinale in der Sektion Berlinale Special Gala teil. Anlässlich seiner Teilnahme schrieb Martin Kudlac auf screenanarchy.com: „Kumakiri has become known for focusing on marginalized individuals and exploring themes of identity, social isolation, and human connection.“ (Kumakiri ist dafür bekannt geworden, dass er sich auf marginalisierte Menschen konzentriert und Themen wie Identität, soziale Isolation und menschliche Verbundenheit erforscht.) In einem Interview anlässlich der Berlinale hob Kumakiri hervor, dass er mit seinen Filmen das Publikum überraschen wollte und dies mit #Manhole, Japans erstem „One-Situation-Film“, der fast ausschließlich in einem Einstiegsschacht spielt, zu erreichen hofft.
Auch sein als „Roadmovie“ charakterisierter Film 658 km Yōko no tabi mit Rinko Kikuchi in der Hauptrolle erhielt Preise. Er wurde beim Shanghai Filmfestival als Bester Film, als Film mit der besten Hauptdarstellerin sowie dem besten Drehbuch gefeiert.

## Filmografie (Auswahl)
- 1997: Banquet of the Beasts
- 2001: Hole in the Sky
- 2004: Antena
- 2006: Green Mind, Metal Bats
- 2007: Freesia: Icy Tears
- 2008: Nonko
- 2010: Sketches of Kaitan City
- 2012: Blazing Famiglia
- 2013: The End of Summer
- 2014: My Man
- 2017: Mukoku
- 2023: #Manhole
- 2023: 658 km Yōko no tabi
- 2024: All of Tokyo!